# Zentralamerika- und Karibikspiele 1959/Tennis
Die Tenniswettbewerbe der VIII. Zentralamerika- und Karibikspiele 1959 wurden vom 7. bis 12. Januar auf der Anlage der Ciudad Universitaria in Caracas ausgetragen. Es fanden bei Damen und Herren Einzel und Doppel sowie der Mixedwettbewerb statt. Wie bei den Spielen von 1954 blieben auch diesmal die mexikanischen Spieler und Spielerinnen in den internationalen Vergleichen ungeschlagen. Yolanda Ramírez gewann drei Titel.

## Herren

### Einzel
| Platz | Land   | Spieler             |
| ----- | ------ | ------------------- |
| 1     | Mexiko | Mario Llamas        |
| 2     | Mexiko | Francisco Contreras |
| 3     | Mexiko | Antonio Palafox     |

### Doppel
| Platz | Land        | Spieler                                              |
| ----- | ----------- | ---------------------------------------------------- |
| 1     | Mexiko      | Francisco Contreras Mario Llamas                     |
| 2     | Puerto Rico | Desiderio García Charles Manuel Pasarell sr.         |
| 3     | Costa Rica  | Julio César Rojas Montero Luis Enrique Rojas Montero |

## Damen

### Einzel
| Platz | Land   | Spielerin                |
| ----- | ------ | ------------------------ |
| 1     | Mexiko | Yolanda Ramírez          |
| 2     | Mexiko | Imelda Ramírez de Castro |
| 3     | Mexiko | Rosa María Reyes         |

### Doppel
| Platz | Land        | Spielerinnen                          |
| ----- | ----------- | ------------------------------------- |
| 1     | Mexiko      | Yolanda Ramírez Rosa María Reyes      |
| 2     | Puerto Rico | Cindy Golbert Grace Valdés            |
| 3     | Venezuela   | Mónica Adler Cristina Eguí de Machado |

Es nahmen nur drei Paare teil. Es gab folgende Ergebnisse:
- Golbert/Valdés – Adler/Eguí de Machado 4:6, 8:6, 7:5; Ramírez/Reyes Freilos
- Ramírez/Reyes – Golbert/Valdés 6:?, 6:2

## Mixed
| Platz | Land        | Spieler                                   |
| ----- | ----------- | ----------------------------------------- |
| 1     | Mexiko      | Yolanda Ramírez Gustavo Palafox           |
| 2     | Puerto Rico | Cindy Golbert Charles Manuel Pasarell sr. |
| 3     | Venezuela   | Mónica Adler Juan Notz                    |

## Medaillenspiegel
| Platz | Land        | Gold | Silber | Bronze | Gesamt |
| ----- | ----------- | ---- | ------ | ------ | ------ |
| 01    | Mexiko      | 5    | 2      | 2      | 9      |
| 02    | Puerto Rico | —    | 3      | —      | 3      |
| 03    | Venezuela   | —    | —      | 2      | 2      |
| 04    | Costa Rica  | —    | —      | 1      | 1      |

## Quelle
- Memoria Oficial del Comité Organizador de los VIII Juegos Deportivos Centroamericanos y del Caribe, (PDF-Datei, 47,7 MB), S. 414–426.